# Notiphila microscopa
Notiphila microscopa är en tvåvingeart som beskrevs av Timothy M. Cogan 1968. Notiphila microscopa ingår i släktet Notiphila och familjen vattenflugor.
Artens utbredningsområde är Etiopien. Inga underarter finns listade i Catalogue of Life.